# پوتسوف (منطقه تربیچ)
پوتسوف (به چکی: Pucov) یک منطقهٔ مسکونی در جمهوری چک است که در منطقه تربیچ واقع شده‌است. پوتسوف ۱۵٫۳۹ کیلومتر مربع مساحت و ۱۴۹ نفر جمعیت دارد و ۴۵۷ متر بالاتر از سطح دریا واقع شده‌است.